# 傅雲龍 (清朝)

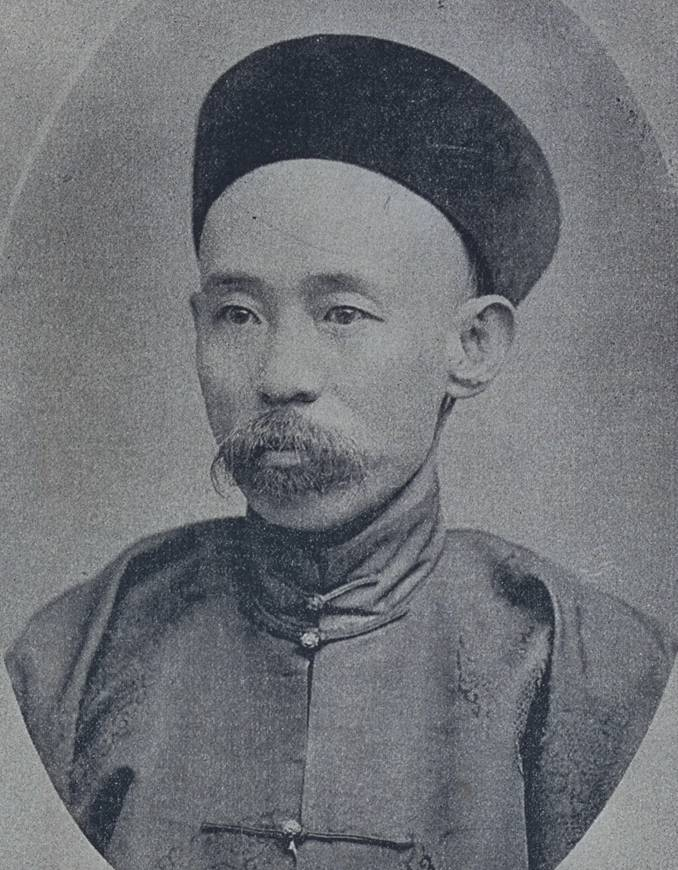
傅雲龍, 1898年。

傅云龙（1840年—1900年）字懋元，号籑喜庐，湖州府德清县钟管镇人。清代北洋官员、洋务派、遊歷使，曾游历南北美多国以及日本，后由王文韶任命为总办北洋机器局。有著作《游历日本图经》等多种。2017年由其后人傅训成合为《傅云龙集》。